# John Grant (homme politique canadien)
Pour les articles homonymes, voir John Grant et Grant.
John Grant (1er juin 1841-12 décembre 1919) est un homme politique canadien de la Colombie-Britannique. Il est député provincial indépendant de la circonscription britanno-colombienne de Cassiar de 1882 à 1890 Victoria City de 1890 à 1894. Il est également maire de la ville de Victoria de 1888 à 1891.

## Biographie
Né à Alford dans l'Aberdeenshire en Écosse, Grant étudie à Midmar (en). En 1855, il s'installe dans le Canada-Ouest (Ontario) à Elora avec sa famille. Se déplaçant en Colombie-Britannique en 1862, il passe entre cinq et six ans dans le district de Cariboo et dans les mines de la rivière de la Paix. En 1876, il s'occupe d'une firme à Cassiar. Il sert aussi comme juge de paix et superintendant des routes pour le gouvernement.
Grant meurt à Victoria en décembre 1919 à l'âge de 78 ans.